# Picathartes
Picathartes és l'únic gènere d'ocells de la família dels picatàrtids (Picathartidae).

## Taxonomia
Segons la Classificació del Congrés Ornitològic Internacional (versió 12.2, juliol 2022) aquest gènere està format per dues espècies:
- Picathartes gymnocephalus - picatarta collblanc.
- Picathartes oreas - picatarta collgris.